# Porta Fontinalis

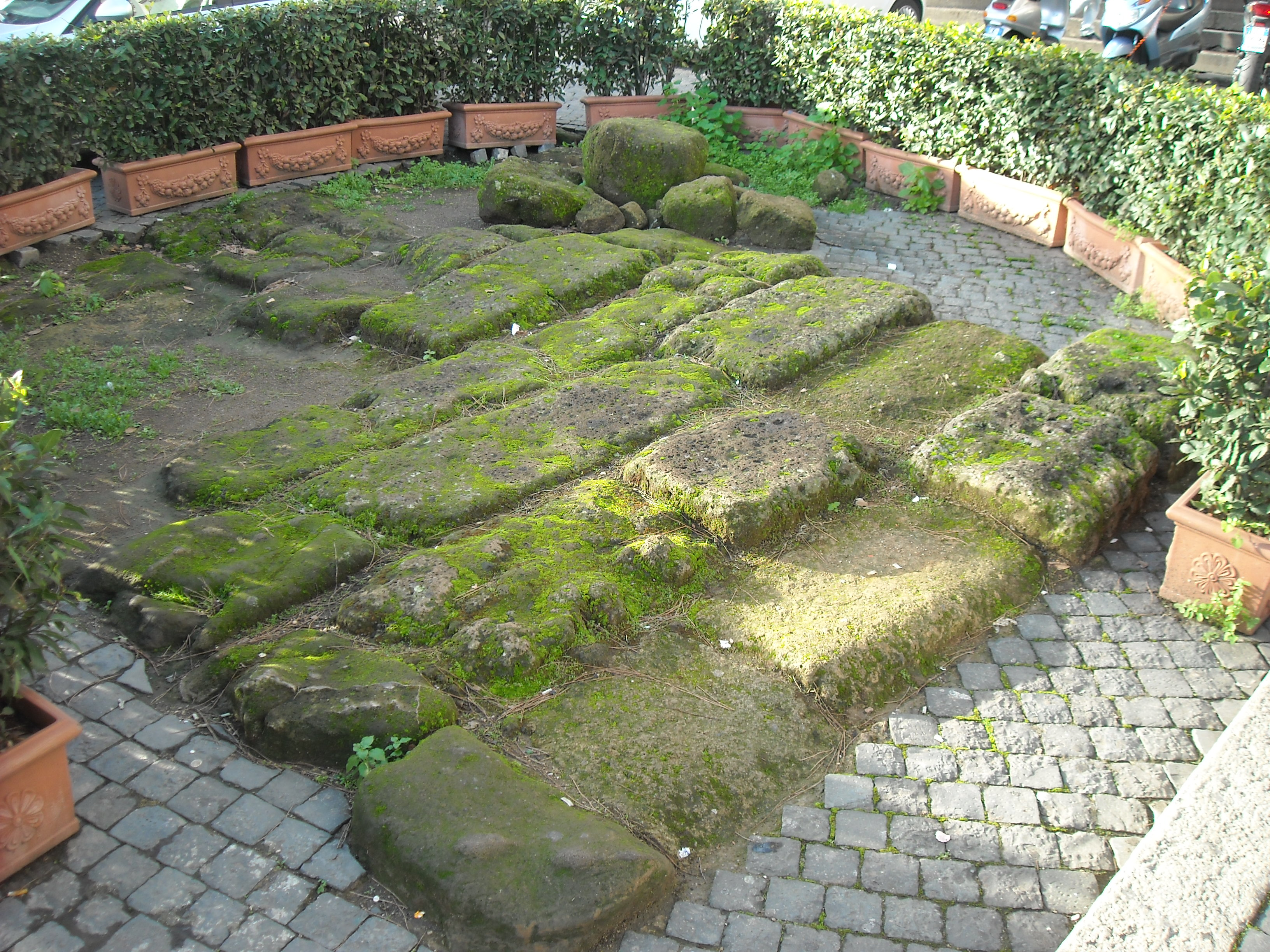
Wahrscheinliche Überreste der Porta Fontinalis, neben dem Nationaldenkmal Viktor Emanuels II.

Die Porta Fontinalis war ein antikes Stadttor in Rom. Bekannt ist sie lediglich durch zwei literarische und drei inschriftliche Erwähnungen.
Demnach errichteten im Jahr 193 v. Chr. die Ädilen Marcus Aemilius Lepidus und Lucius Aemilius Paullus eine Portikus von der porta Fontinalis bis zum Altar des Mars auf dem Campus Martius. Auch wenn von der Lage des Altars lediglich bekannt ist, dass er westlich der Via Lata zu suchen ist, kann daraus geschlossen werden, dass das Tor sich nordwestlich des Kapitols im Bereich des clivus Argentarius befand, wo eine Straße den Campus Martius mit dem Forum Romanum verband. Da in diesem Bereich auch die Servianische Mauer verlief, wird allgemein angenommen, dass die porta Fontinalis Teil dieser Mauer war.
Den inschriftlichen Erwähnungen nach zu urteilen, stand das Tor noch in der Kaiserzeit und war eine offensichtlich bekannte Lokalität, deren genaue Lage trotz mehrfach vorgenommener Versuche nicht zu bestimmen ist: archäologische Befunde dieser Gegend konnten mit der porta Fontinalis nicht verbunden werden.